# Letecký záslužný řád (Dominikánská republika)
Letecké záslužný řád (španělsky Orden del Mérito Aéreo) je vojenské vyznamenání Dominikánské republiky založené roku 1952. Udílen je především příslušníkům letectva Dominikánské republiky, ale ve výjimečných případech může být udělen i cizincům.

## Historie a pravidla udílení
Řád byl založen dne 3. srpna 1952. Vzhled insignií byl upraven v roce 1962, kdy byla z řádu odstraněna podobizna Rafaela Trujilla. Řád je udílen příslušníkům letectva Dominikánské republiky. Může být udělen i cizím státním příslušníkům. Osoby, jimž bylo ocenění uděleno, mohou ve všech oficiálních dokumentech za svým jménem používat postnominální písmena M. A. (Mérito Aéreo). Řádové heslo zní Odvaha a loajalita.

## Insignie
Řádový odznak má tvar maltézského kříže položeného na paprscích slunce, které je lemováno vavřínovým věncem. Odznak je korunován křídly symbolizujícími letectvo, na nichž je položen státní znak Dominikánské republiky. Od svého založení do reformy řádu v roce 1962, byla na přední straně ve středovém medailonu vyobrazena busta Rafaela Trujilla. Na zadní straně byla uprostřed nahoře písmena AL. Při vnějším okraji medaile byl nápis GENERALISIMUM DR. RAFAEL L. TRUJILLO M. Uprostřed medaile byl nápis ve španělštině VALOR Y LEALTAD 3 DE AGOSTO, 1952. Od roku 1962 je ve středovém medailonu vyobrazena vlajka Dominikánské republiky, na níž je položen kruh. Rozměry řádové odznaku jsou 72 x 58 mm.
Řádový odznak je v případě I. třídy vyroben ze zlata se smaltováním. V případě II. třídy je řádový odznak stříbrný se smaltováním, ve III. třídě je vyroben z poniklovaného bronzu a ve IV. třídě je odznak z neglazovaného bronzu.
Stuha je tvořena třemi stejně širokými pruhy. V případě divize za válečnou službu a službu v boji jsou to pruhy v barvě červené, bílé a červené. V případě divize za dlouholetou a příkladnou službu jsou pruhy v barvě modré, bílé a modré. V případě divize za další službu jsou pruhy v barvě bílé, červené a bílé.

## Třídy
Řád je udílen ve třech divizích:
- za válečnou službu a službu v boji
- za dlouholetou a příkladnou službu
- za další službu

Každá z těchto divizí je udílena ve čtyřech třídách:
- I. třída – Tato třída je udílena generálům.
- II. třída – Tato třída je udílena vyšším důstojníkům.
- III. třída – Tato třída je udílena nižším důstojníkům.
- IV. třída – Tato třída je udílena poddůstojníkům